# Gluviopsida taurica
Gluviopsida taurica är en spindeldjursart som beskrevs av Roewer 1933. Gluviopsida taurica ingår i släktet Gluviopsida och familjen Daesiidae. Inga underarter finns listade i Catalogue of Life.